# La donna, o la tigre?
La donna, o la tigre? (The Lady, or the Tiger?) è un breve racconto scritto da Frank Richard Stockton per la rivista The Century nel 1882. 
Nella lingua inglese è un'espressione allegorica per indicare un problema che non è risolvibile poiché qualunque scelta risulta inaccettabile, analogo al dilemma corneliano e parallelo al dilemma spesso affrontato dai partecipanti nei problemi predetti dalla teoria dei giochi.

## La trama
Un antico re di una terra semi-barbarica era solito punire i crimini nel suo regno con un insolito metodo. Colui che doveva scontare la pena sarebbe stato posto in un'arena sulla quale si affacciavano due porte. Dietro una porta c'era una feroce tigre, dietro l'altra una bellissima donna. Il criminale doveva scegliere e aprire una porta senza sapere cosa ci fosse dietro. Se avesse scelto la porta con la tigre, sarebbe stato ritenuto colpevole e la tigre l'avrebbe immediatamente sbranato nell'arena. Se avesse scelto la porta con la donna, sarebbe stato dichiarato innocente, ma avrebbe dovuto anche sposare subito la donna, a prescindere da legami o matrimoni precedenti.
Un giorno il re scoprì che sua figlia, la principessa, era stata sedotta e aveva condotto una relazione clandestina con il suo amante oltre il lecito. Il re non poteva permettere una tale offesa e così lo imprigionò in attesa di decidere il giorno della prova nell'arena. La principessa tuttavia, grazie al suo potere e alla sua ricchezza, era venuta a sapere in anticipo ciò che tutti ignoravano: quale fosse la porta che nascondeva la donna e quale la tigre. Si trovò però di fronte a un dilemma: ovviamente se avesse indicato di nascosto al suo amante la porta con la tigre, questo sarebbe stato sbranato e il suo amore si sarebbe infranto; tuttavia, se avesse indicato la porta con la donna, lui avrebbe sposato quest'ultima, e lei sarebbe rimasta umiliata, perché non solo la donna era una sua nemica che odiava profondamente, ma la principessa era convinta che fra i due ci fosse già un legame sentimentale.
Alla fine la principessa indicò una porta, che venne così aperta.
A questo punto la domanda viene posta al lettore: "dalla porta è uscita la tigre, oppure è uscita la dama?". La questione viene lasciata in sospeso, come esperimento mentale per chi legge che deve così immaginare quale scelta è stata effettuata.